# Teoria computazionale dei numeri
In matematica e in informatica, la teoria computazionale dei numeri, nota anche come teoria algoritmica dei numeri, è lo studio degli algoritmi per eseguire computazioni di teoria dei numeri. I problemi più noti nel campo sono la fattorizzazione degli interi, e determinare se un intero è un numero primo.